# Corel VideoStudio
Corel VideoStudio – wideoedytor firmy Ulead Systems przeznaczony dla rynku domowego, należący do czołówki oprogramowania w swojej klasie i konkurujący z takimi aplikacjami, jak PowerDirector Pro (Cyberlink) czy Pinnacle Studio (Pinnacle Systems).
Przy starcie programu pojawia się możliwość uruchomienia VideoStudio Editor (właściwy edytor wideo) lub VideoStudio Movie Wizard (narzędzie authoringowe).
VideoStudio Editor jest przykładem stopniowego ujednolicania technik stosowanych przez producentów wideoedytorów, standardu narzędzi, które są sukcesywnie wprowadzane do użytku, np. format 16:9 dla kina domowego, automatycznie generowany podkład muzyczny (licencjonowana technika SmartSound), obsługa plików audio, funkcja przyspieszania i spowalniania klipów wideo, obsługa formatu MPEG-4 część 2 (konieczne jest oddzielne zainstalowanie kodeka), wsadowe przetwarzanie plików wideo, które ułatwia i przyspiesza przygotowanie materiałów źródłowych, pełnoekranowy podgląd podczas przechwytywania wideo, bezpośrednie przechwytywanie do formatu DivX. Sukcesywnie rozszerzana jest paleta dostępnych przejść, filtrów audio i wideo czy efektów specjalnych, jak animacje tytułów. Systematycznie poprawiana jest ergonomia pracy, istotna dla domowego użytkownika – przykładowo program automatycznie wyświetla zestaw narzędzi odpowiadający klikniętemu elementowi projektu. Najnowsze wersje programu wprowadzają takie funkcje jak: obsługa standardu HTML5, importowanie grafik wielowarstwowych, większa liczba ścieżek multimedialnych, czy lepsze wykorzystanie zasobów komputera.
VideoStudio Movie Wizard to uproszczona wersja DVD MovieFactory, kreator do generowania samodzielnych plików filmowych oraz tworzenia płyt CD/DVD (a także folderów DVD na dysku twardym). Edytor menu daje możliwość wybrania rozmaitych wersji obramowań, przycisków i układu miniatur tytułów – choć nie ma możliwości wyboru skryptu czcionki, nie ma kłopotów z polskimi literami. Movie Wizard działa zarówno jako uruchamiana oddzielnie aplikacja, jak i z poziomu Editora, w ostatnim etapie tworzenia filmu.